# Abebe Dinkesa

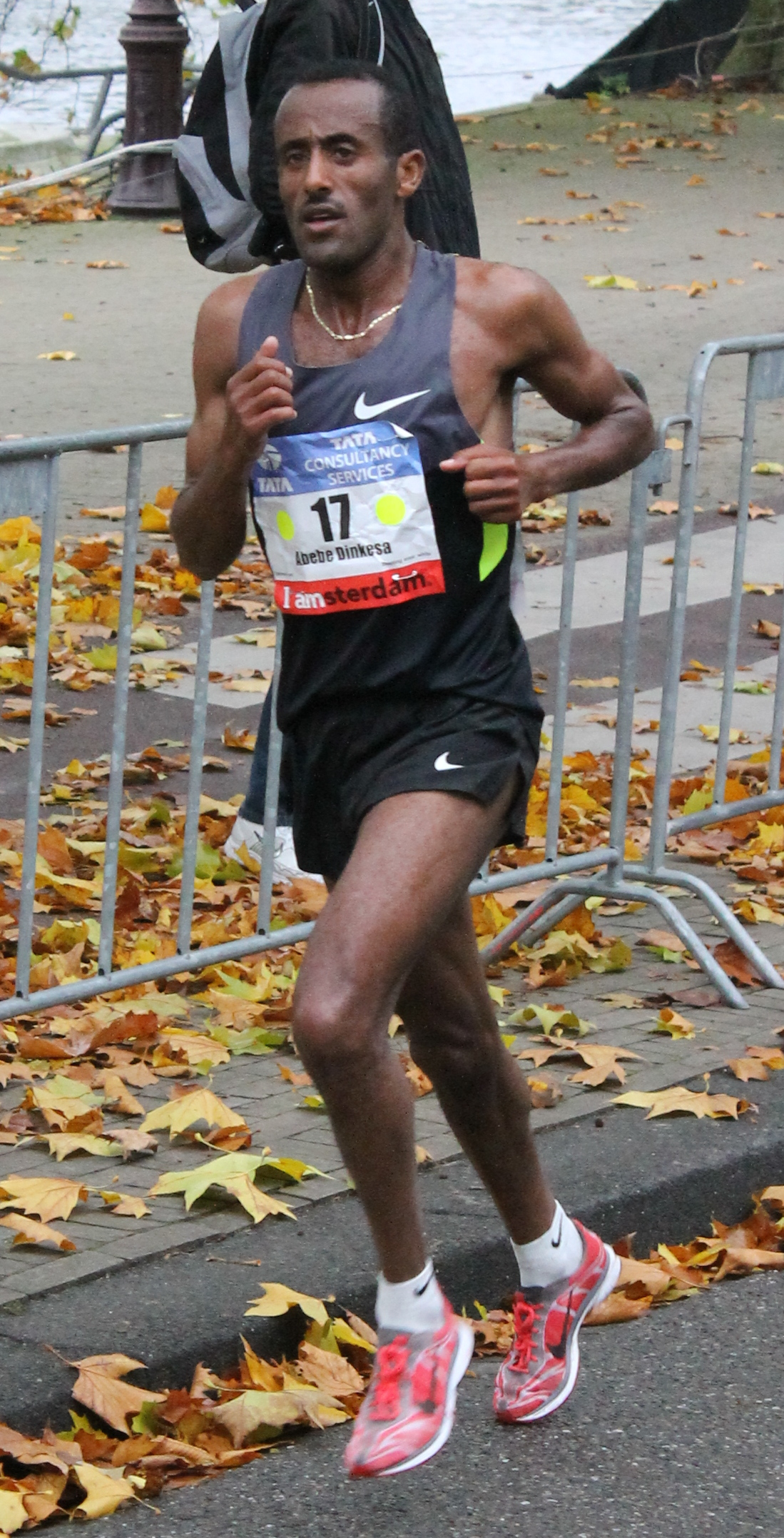
Abebe Dinkesa beim Amsterdam-Marathon 2012

Abebe Dinkesa (auch Abebe Dinkessa und Abebe Dinkesa Negera; * 6. März 1984 in Dendhi bei Ambo, Region Oromiyaa) ist ein äthiopischer Langstreckenläufer.
Bei den Leichtathletik-Afrikameisterschaften 2004 gewann er Silber im 10.000-Meter-Lauf. Im Jahr darauf wurde er Vierter bei den Crosslauf-Weltmeisterschaften, Siebter über 10.000 m bei den Weltmeisterschaften in Helsinki und Fünfter bei den Halbmarathon-Weltmeisterschaften in Edmonton.
2006 gewann er Bronze bei den Afrikameisterschaften über 10.000 m, und 2008 wurde er Siebter bei den Halbmarathon-Weltmeisterschaften in Rio de Janeiro.

## Persönliche Bestzeiten
- 3000 m: 7:40,00 min, 26. Juli 2008, London
- 5000 m: 12:55,58 min, 1. Juli 2005, Paris/Saint-Denis
- 10.000 m: 26:30,74 min, 29. Mai 2005, Hengelo
- Halbmarathon: 1:00:03 h, 14. September 2008, Rotterdam